# Montmaur (Altos Alpes)
Montmaur es una comuna francesa del departamento de Altos Alpes en la región de Provenza-Alpes-Costa Azul, ubicada a 16 km al sureste de Gap y a 5 km al este de Veynes.

## Geografía
Montmaur se asienta en el valle medio del río Buëch, en los Alpes del Sur. Su término comunal, de 48,73 km², presenta un relieve que va de 849 m hasta los 2 680 m en el pico de la Aurouze.

## Historia
La primera mención documental de Montmaur data del siglo XII como feudo de familias locales. El castillo medieval, cuya estructura principal corresponde al siglo XV, fue restaurado por el departamento y acoge eventos culturales desde 2006.

## Administración
Montmaur forma parte del cantón de Veynes y del arrondissement de Gap. Integra desde 2014 la Communauté de communes des Deux Buëch.

## Demografía
La evolución demográfica refleja fluctuaciones: de 364 habitantes en 1962 a 545 en 2023. Los datos históricos se presentan a continuación:
| 364             | 277 | 229 | 282 | 311 | 423 | 510 | 530 | 545 |
| (Fuente: INSEE) |     |     |     |     |     |     |     |     |

## Patrimonio
- Castillo de Montmaur: fortaleza del siglo XV reacondicionada para exposiciones y conciertos.
- Iglesia de San Mauro: templo románico con campanario almenado y retablos barrocos, restaurado en el siglo XIX.[4]

## Turismo y actividades
Montmaur es punto de partida de rutas de senderismo al macizo de la Aurouze, ciclismo de montaña y observación de flora alpina. El mercado local se celebra los martes.

## Transporte
- **Carretera**: accesible por la RD 994 desde Gap.
- **Ferrocarril**: estación en Veynes de la línea Grenoble–Marseille de la SNCF.[6]